# Tir aux Jeux olympiques d'été de 2024 - Fosse olympique hommes
Navigation
Tokyo 2020 Los Angeles 2028
L'épreuve masculine de fosse olympique des Jeux olympiques d'été de 2024, appelée également trap, se déroule les 29 et 30 juillet 2024 au Centre national de tir sportif à Châteauroux, en France, à environ 260 km au sud de Paris.

## Records
Avant cette compétition, les records dans cette discipline étaient les suivants : 
| Record du monde  | 125 | Giovanni Pellielo     | 1er avril 1994    | Nicosie, Chypre          |
| Record du monde  | 125 | Sébastien Guerrero    | 24 septembre 2023 | Osijek, Croatie          |
| Record olympique | 125 | Michael Diamond (AUS) | 6 août 2012       | Londres, Grande-Bretagne |

## Programme
| Date             | Horaire  | Manche                     |
| ---------------- | -------- | -------------------------- |
| Lundi 29 juillet | 09 h 00  | Qualification (1re partie) |
| Mardi 30 juillet | 09 h 00  | Qualification (2e partie)  |
| Mardi 30 juillet | à suivre | Finale                     |

## Médaillés
| Or                 | Argent        | Bronze                 |
| Nathan Hales (GBR) | Qi Ying (CHN) | Jean Pierre Brol (GUA) |

## Résultats détaillés
Les 6 meilleurs tireurs se qualifient pour la finale (Q).
| Rang | Athlète                 | Pays             | Séries | Séries | Séries | Séries | Séries | Total | Shoot-off | Notes |
| Rang | Athlète                 | Pays             | 1      | 2      | 3      | 4      | 5      | Total | Shoot-off | Notes |
| ---- | ----------------------- | ---------------- | ------ | ------ | ------ | ------ | ------ | ----- | --------- | ----- |
| 1    | Qi Ying                 | Chine            | 25     | 23     | 25     | 25     | 25     | 123   | 7         | Q     |
| 2    | Nathan Hales            | Grande-Bretagne  | 25     | 24     | 24     | 25     | 25     | 123   | 6         | Q     |
| 3    | James Willett           | Australie        | 25     | 24     | 25     | 24     | 25     | 123   | 1         | Q     |
| 4    | Rickard Levin-Andersson | Suède            | 25     | 24     | 25     | 24     | 25     | 123   | 0         | Q     |
| 5    | Jean Pierre Brol        | Guatemala        | 24     | 25     | 23     | 25     | 25     | 122   | 14        | Q     |
| 6    | Derrick Mein            | États-Unis       | 23     | 24     | 25     | 25     | 25     | 122   | 13        | Q     |
| 7    | Giovanni Cernogoraz     | Croatie          | 23     | 25     | 25     | 24     | 25     | 122   | 10        |       |
| 8    | Yu Haicheng             | Chine            | 25     | 23     | 25     | 25     | 24     | 122   | 6         |       |
| 9    | Mitchell Iles           | Australie        | 24     | 23     | 25     | 25     | 25     | 122   | 3         |       |
| 10   | Driss Haffari           | Maroc            | 23     | 25     | 25     | 25     | 24     | 122   | 2         |       |
| 11   | Owen Robinson           | Nouvelle-Zélande | 23     | 25     | 23     | 25     | 25     | 121   |           |       |
| 12   | Yang Kun-pi             | Taipei chinois   | 22     | 25     | 25     | 24     | 25     | 121   |           |       |
| 13   | Mauro De Filippis       | Italie           | 25     | 24     | 23     | 24     | 25     | 121   |           |       |
| 14   | Alberto Fernández       | Espagne          | 23     | 25     | 24     | 25     | 24     | 121   |           |       |
| 15   | Oğuzhan Tüzün           | Turquie          | 25     | 25     | 23     | 24     | 24     | 121   |           |       |
| 16   | Giovanni Pellielo       | Italie           | 24     | 24     | 25     | 25     | 23     | 121   |           |       |
| 17   | Khaled Al-Mudhaf        | Koweït           | 24     | 25     | 23     | 24     | 24     | 120   |           |       |
| 18   | Jiří Lipták             | Tchéquie         | 24     | 21     | 24     | 25     | 25     | 119   |           |       |
| 19   | Sébastien Guerrero      | France           | 24     | 23     | 23     | 24     | 25     | 119   |           |       |
| 20   | Eduardo Lorenzo         | Dominique        | 23     | 25     | 25     | 23     | 23     | 119   |           |       |
| 21   | Prithviraj Tondaiman    | Inde             | 22     | 25     | 21     | 25     | 25     | 118   |           |       |
| 22   | Andrés García           | Espagne          | 22     | 24     | 25     | 23     | 24     | 118   |           |       |
| 23   | Saeed Abu Sharib        | Qatar            | 24     | 22     | 24     | 25     | 23     | 118   |           |       |
| 24   | Mohammad Beyranvand     | Iran             | 23     | 23     | 24     | 22     | 25     | 117   |           |       |
| 25   | Matthew Coward-Holley   | Grande-Bretagne  | 24     | 22     | 24     | 23     | 24     | 117   |           |       |
| 26   | Marián Kovačócy         | Slovaquie        | 22     | 24     | 24     | 24     | 23     | 117   |           |       |
| 27   | William Hinton          | États-Unis       | 22     | 23     | 23     | 24     | 24     | 116   |           |       |
| 28   | Leonel Martínez         | Venezuela        | 23     | 24     | 23     | 23     | 23     | 116   |           |       |
| 29   | Gianluca Chetcuti       | Malte            | 24     | 22     | 23     | 25     | 22     | 116   |           |       |
| 30   | Said Al-Khatri          | Oman             | 23     | 25     | 22     | 21     | 23     | 114   |           |       |

| Rang                                | Athlète                 | Pays            | Séries | Séries | Séries | Séries | Séries | Notes |
| Rang                                | Athlète                 | Pays            | 1      | 2      | 3      | 4      | 5      | Notes |
| ----------------------------------- | ----------------------- | --------------- | ------ | ------ | ------ | ------ | ------ | ----- |
| Médaille d'or, Jeux olympiques      | Nathan Hales            | Grande-Bretagne | 24     | 29     | 33     | 38     | 48     | OR    |
| Médaille d'argent, Jeux olympiques  | Qi Ying                 | Chine           | 23     | 28     | 31     | 35     | 44     |       |
| Médaille de bronze, Jeux olympiques | Jean Pierre Brol        | Guatemala       | 22     | 26     | 31     | 35     |        |       |
| 4                                   | Rickard Levin-Andersson | Suède           | 23     | 28     | 30     |        |        |       |
| 5                                   | Derrick Mein            | États-Unis      | 22     | 26     |        |        |        |       |
| 6                                   | James Willett           | Australie       | 19     |        |        |        |        |       |